# Onze-Lieve-Vrouwekerk (Halberstadt)

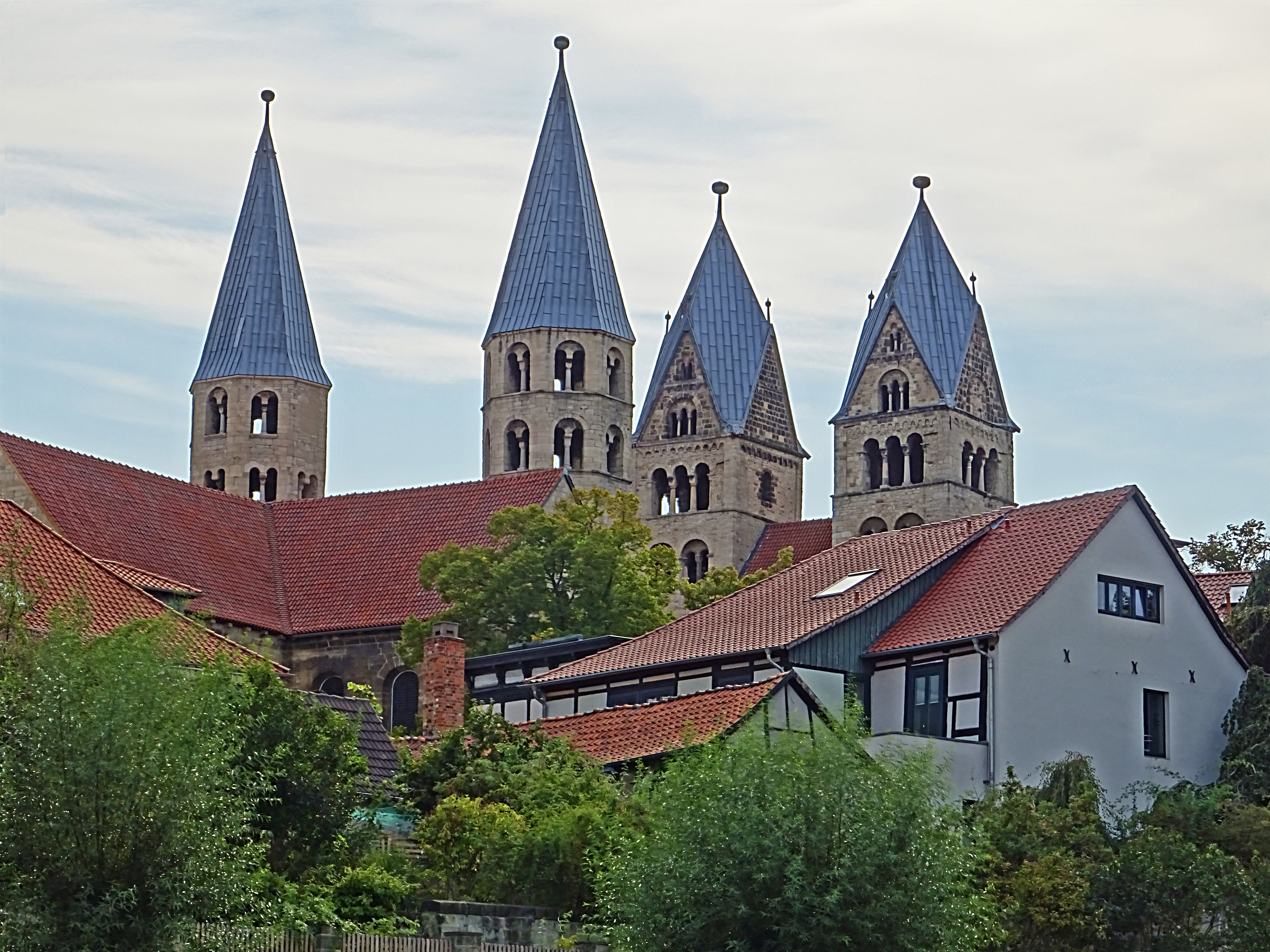

De Onze-Lieve-Vrouwekerk (Duits: Liebfrauenkirche) is naast de dom en Sint-Martinuskerk een van de drie Evangelische hoofdkerken van de Duitse stad Halberstadt. In het jaar 2005 vierde de kerk haar 1000-jarig jubileum.
Samen met de dom staat de Onze-Lieve-Vrouwekerk aan het domplein. Beide kerken vormden ooit samen met hoge muren, poorten en andere gebouwen de voormalige domburcht van de bisschoppen van Halberstadt.

## Geschiedenis
Bisschop Arnulf van Halberstadt stichtte in het jaar 1005 een kapittelkerk ter ere van Maria. Lange tijd gold de onderste verdiepingen van de westelijke gevel als onderdeel van de oorspronkelijke bouw. Onderzoek tijdens opgravingen in 1987 wees echter uit dat deze oudste delen van de kerk dateren van na 1089. Een verbouw van de kerk tot een drieschepige pijlerbasiliek nam ongeveer de hele 12e eeuw in beslag. Met name bisschop Rudolf drukte een stempel op de bouw. Hij gaf in 1146 opdracht tot de bouw van het kerkschip en de achthoekige oostelijke torens met tentdak (voltooid in 1200). De doopkapel dateert uit 1170, terwijl het portaal van de kerk en de westelijke torens met hoge rombisch daken dateren uit de 13e eeuw. In deze periode werd ook het oorspronkelijke vlakke plafond over het koor en dwarsschip vervangen door kruisgraatgewelven. Wanden en gewelven werd in de eerste helft van de 13e eeuw met fresco's versierd. In de 19e eeuw omschreef de kunsthistoricus Ferdinand von Quast deze fresco's met de jubelende woorden: "bij Duitse wandbeschilderingen hebben wij nergens soortgelijk meesterwerk mogen aanschouwen".
De kruisgang westelijk van de kerk dateert uit de 14e eeuw,
In de loop van de eeuwen werd de kerk deels verstrekkend veranderd. Het vlakke plafond van het middenschip werd in de 14e eeuw vervangen door kruisgraatgewelven. De doopkapel kreeg in de 16e eeuw een oostelijke afsluiting in de stijl van de gotiek. In de 17e eeuw deed de barok haar intrede in de kerk en verdwenen de fresco's conform protestantse eenvoud achter een witte laag. Ook werd het stenen doksaal uit 1230 verwijderd en vervangen door een gietijzeren koorhek.
Tijdens de Zevenjarige Oorlog en de bezetting onder Napoleon diende de Onze-Lieve-Vrouwekerk kortstondig als gevangenis, werkplaats voor de productie van munitie en wapenopslagplaats. De kruisgang werd gebruikt als paardenstal. Bij de bezetting werd ook schade toegebracht aan het koorhek; tot vermaak van Franse soldaten werden van een aantal figuren de neuzen afgeslagen.
In 1833 bezocht Karl Friedrich Schinkel in opdracht van koning Frederik Willem IV van Pruisen de kerk. Hij erkende het kunsthistorische belang van de middeleeuwse fresco's in het kerkschip en het koor, die kort tevoren waren herontdekt. Daarop volgend gaf de koning in 1840 Ferdinand von Quast de opdracht tot een algehele restaurarie, die in 1848 werd afgesloten. De werkzaamheden werden echter niet deskundig uitgevoerd. De fresco's werden bij het verwijderen van de bovenlaag sterk beschadigd en bovendien historiserend overgeschilderd. Ondanks latere reiniging en conservering bleven slechts enkele resten van de oude fresco's behouden. De restauratie omvatte ook de verwijdering van de gewelven van het middenschip, renovatie van de muren van de zijbeuken alsook een gehele vernieuwing van de noordoostelijke toren. In de zuidzijde werd een ingang ingebroken, die tegenwoordig als hoofdingang dient en de twee ingangen aan de oostzijde vervangt.
Bij de geallieerde luchtaanvallen tijdens de Tweede Wereldoorlog op 8 april 1945 werd de oude, middeleeuwse stad grotendeels in puin gelegd. Ook de Onze-Lieve-Vrouwekerk raakte bij het geweld zwaar beschadigd. Vooral dankzij de inzet van de uit Halberstadt afkomstige architect Walter Bolze kon de kerk tussen 1946-1952 worden hersteld.
Na de Wende volgden verdere restauraties die tot 2003 grotendeels werden afgerond.

## Interieur
Het koorhek uit de periode 1200-1210 met Christus, Maria en de twaalf apostelen in bijna levensgroot reliëf is deels nog geheel origineel.
Het triomfkruis (afkomstig van het voormalige doksaal) uit het tweede kwart van de 13e eeuw bevindt zich in de westelijke vieringsboog. Christus wordt op het kruis nog niet hangend voorgesteld, maar staand met gestrekte armen. De hangende Christus ontwikkelde zich pas na 1220. Een eerste daartoe was dat de voeten van Christus over elkaar werden gelegd en met één spijker aan het kruis werden geslagen. Het triomfkruis van de Onze-Lieve-Vrouwekerk behoort tot dit overgangstype.
Met name in de kruisgraatgewelven van de Barbarakapel zijn nog romaanse fresco's behouden. Deze fresco's werden in de 19e eeuw blootgelegd, maar niet overschilderd. Voorgesteld worden Maria en Christus, de Evangelisten, Engelen, de Kerkvaders en profeten.

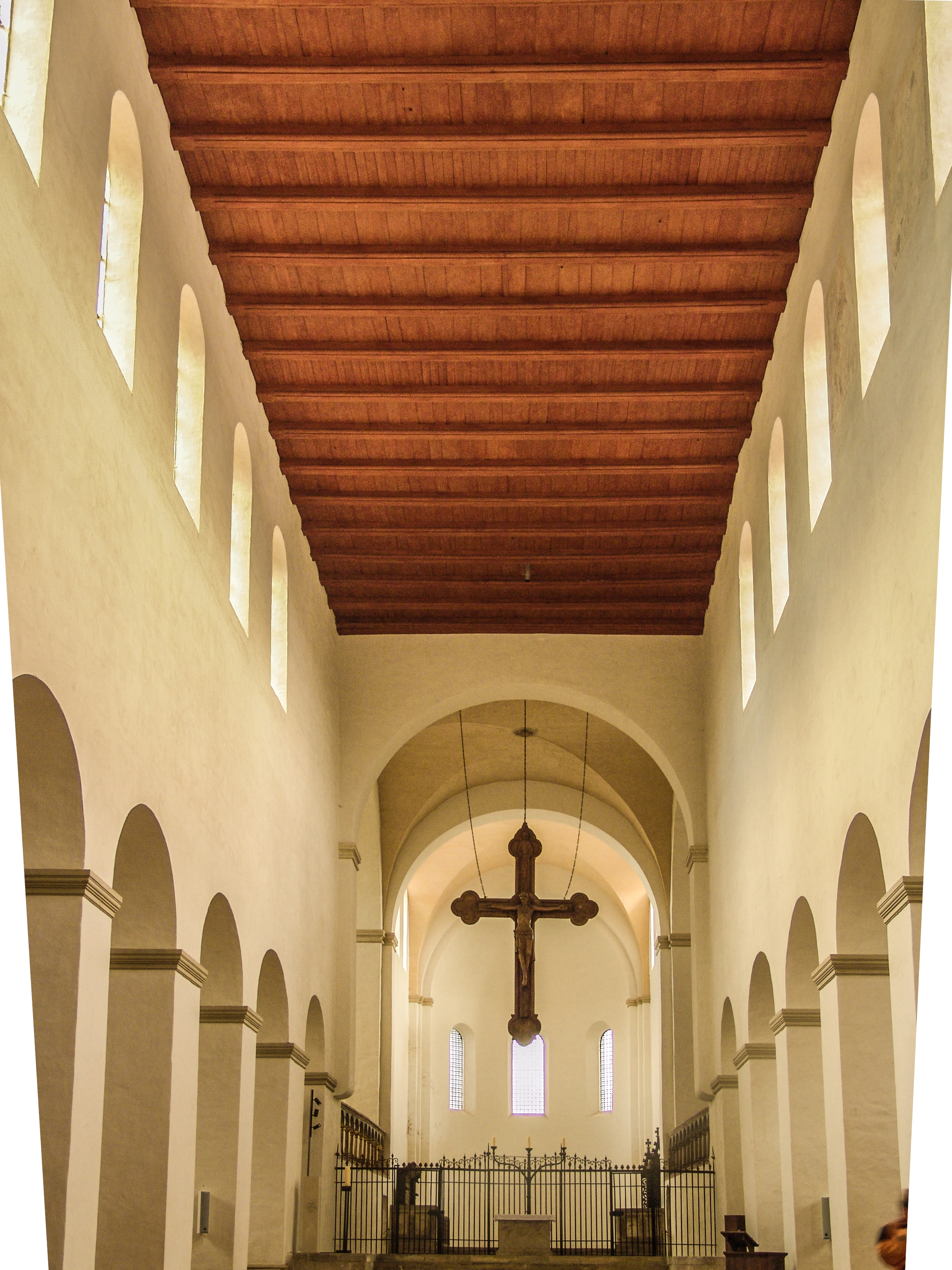
Interieur
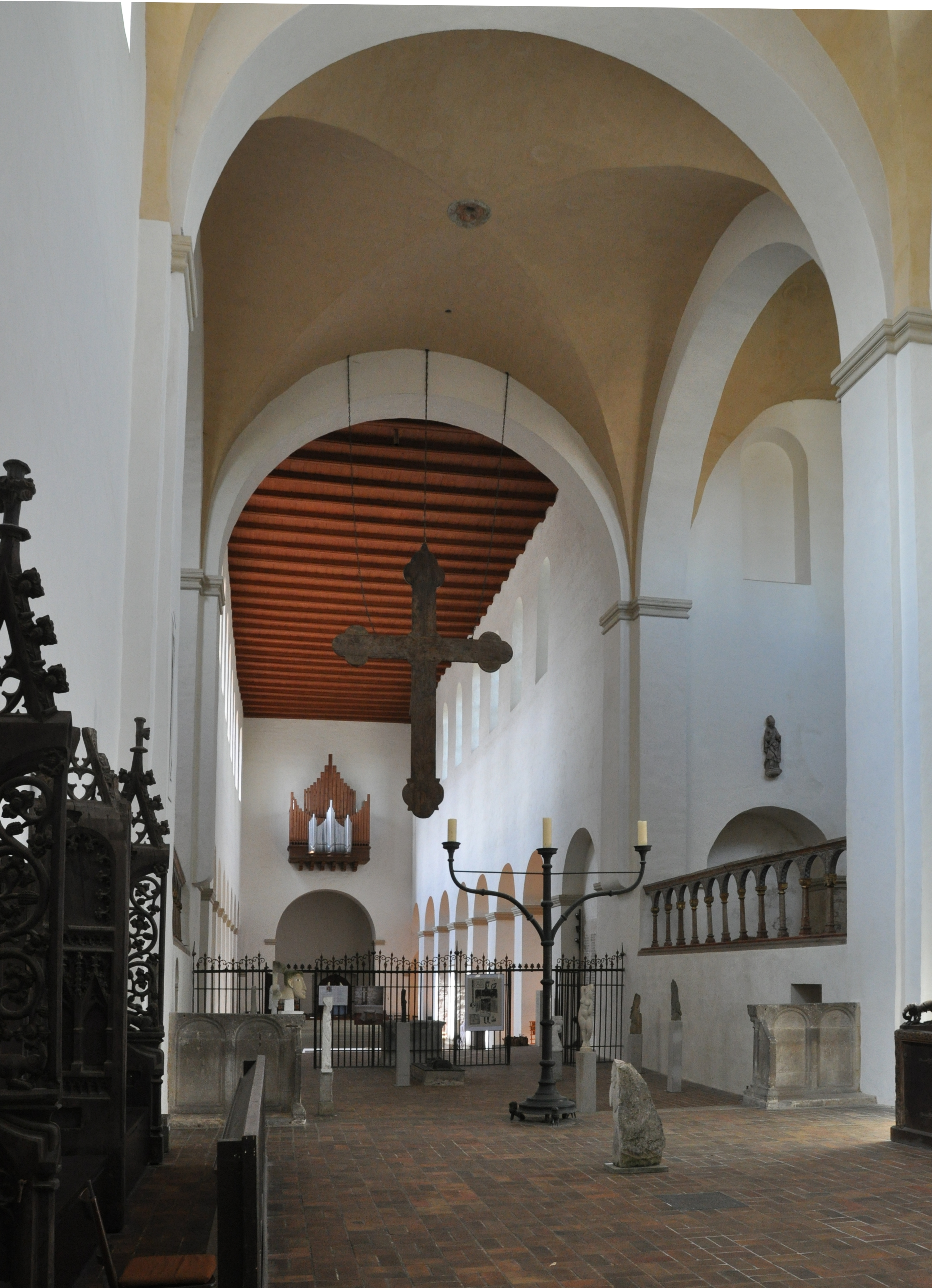
Interieur
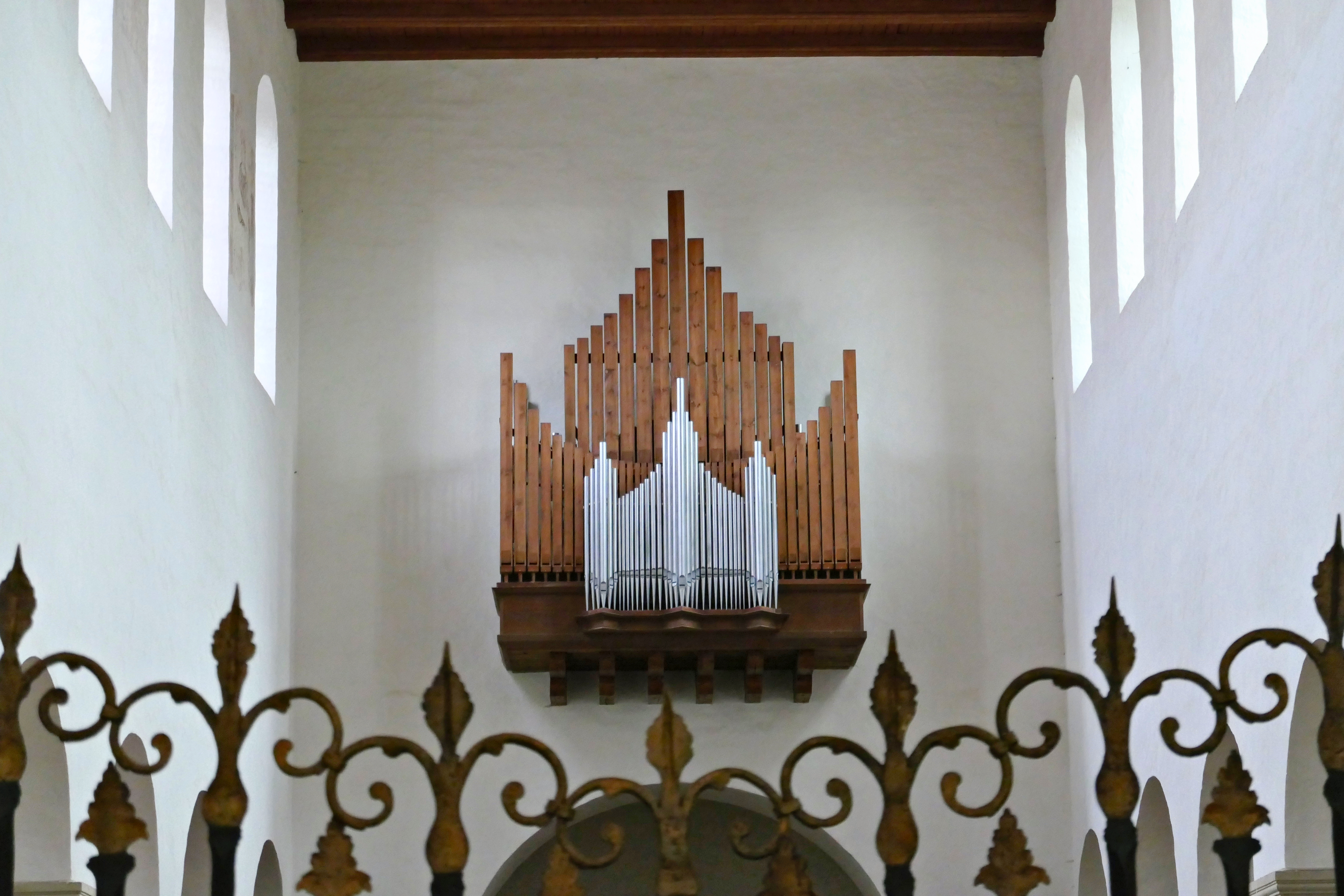
Orgel
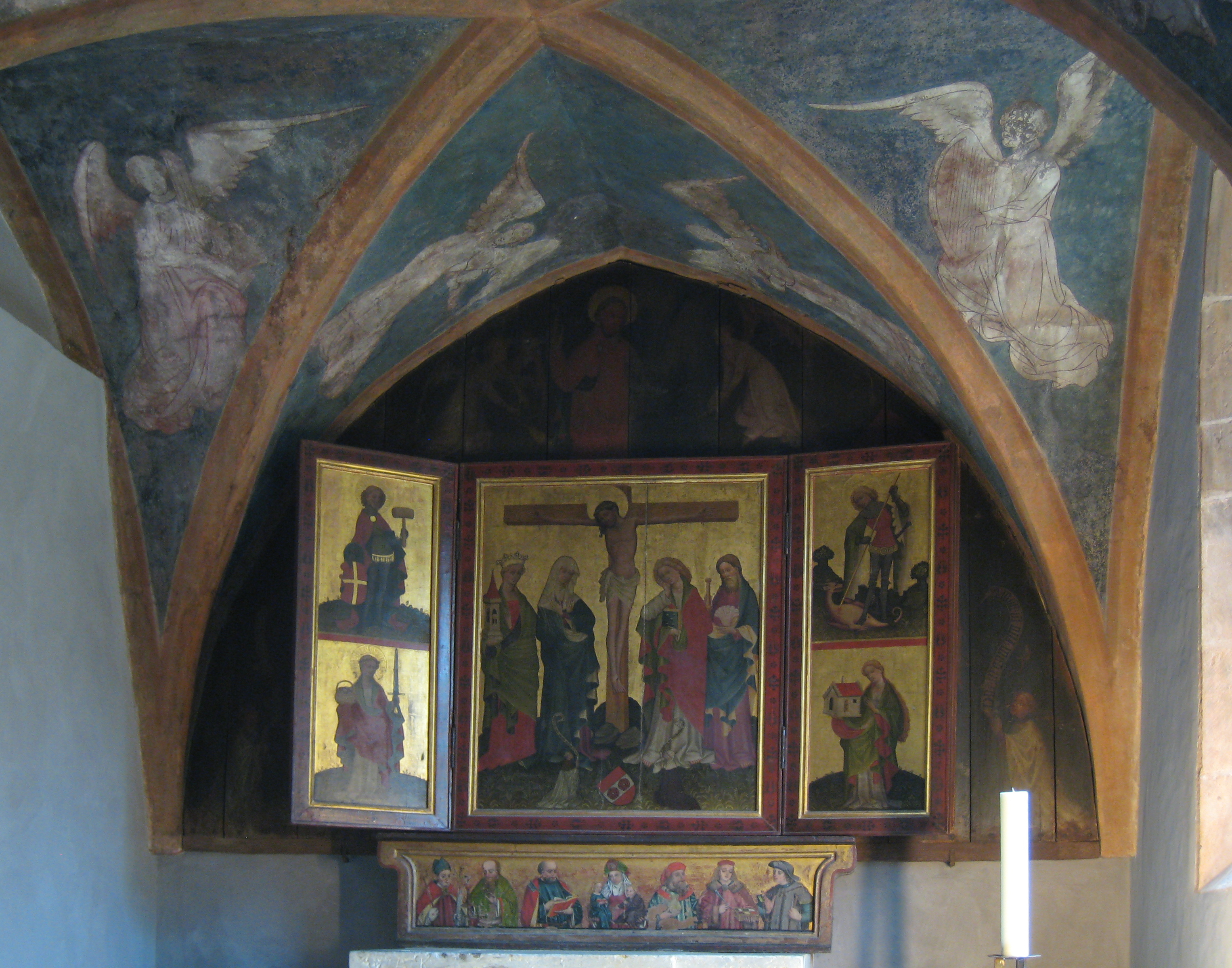
Barbarakapel met een 15e-eeuws vleugelaltaar
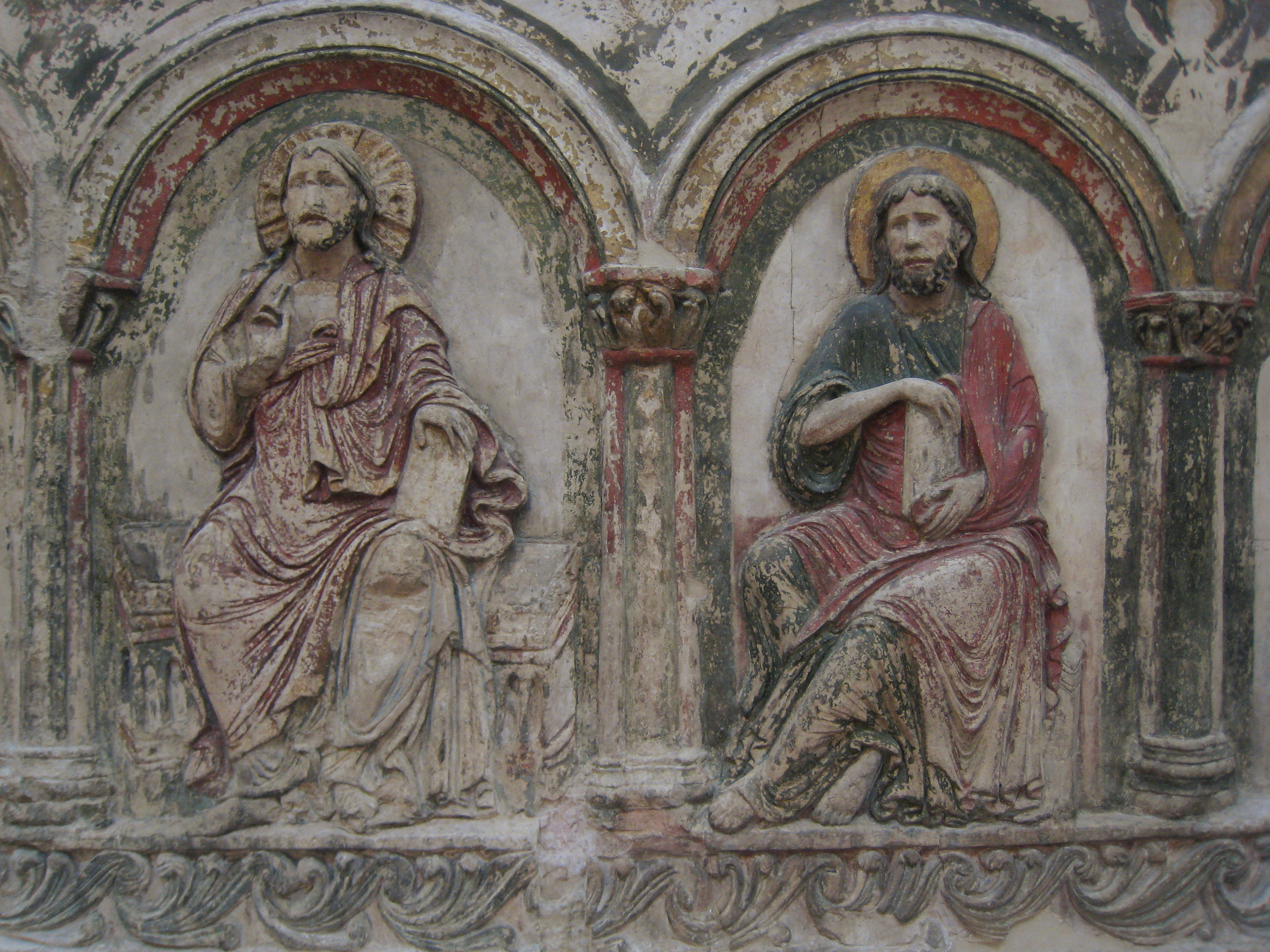
Het 16e-eeuws koorgestoelte
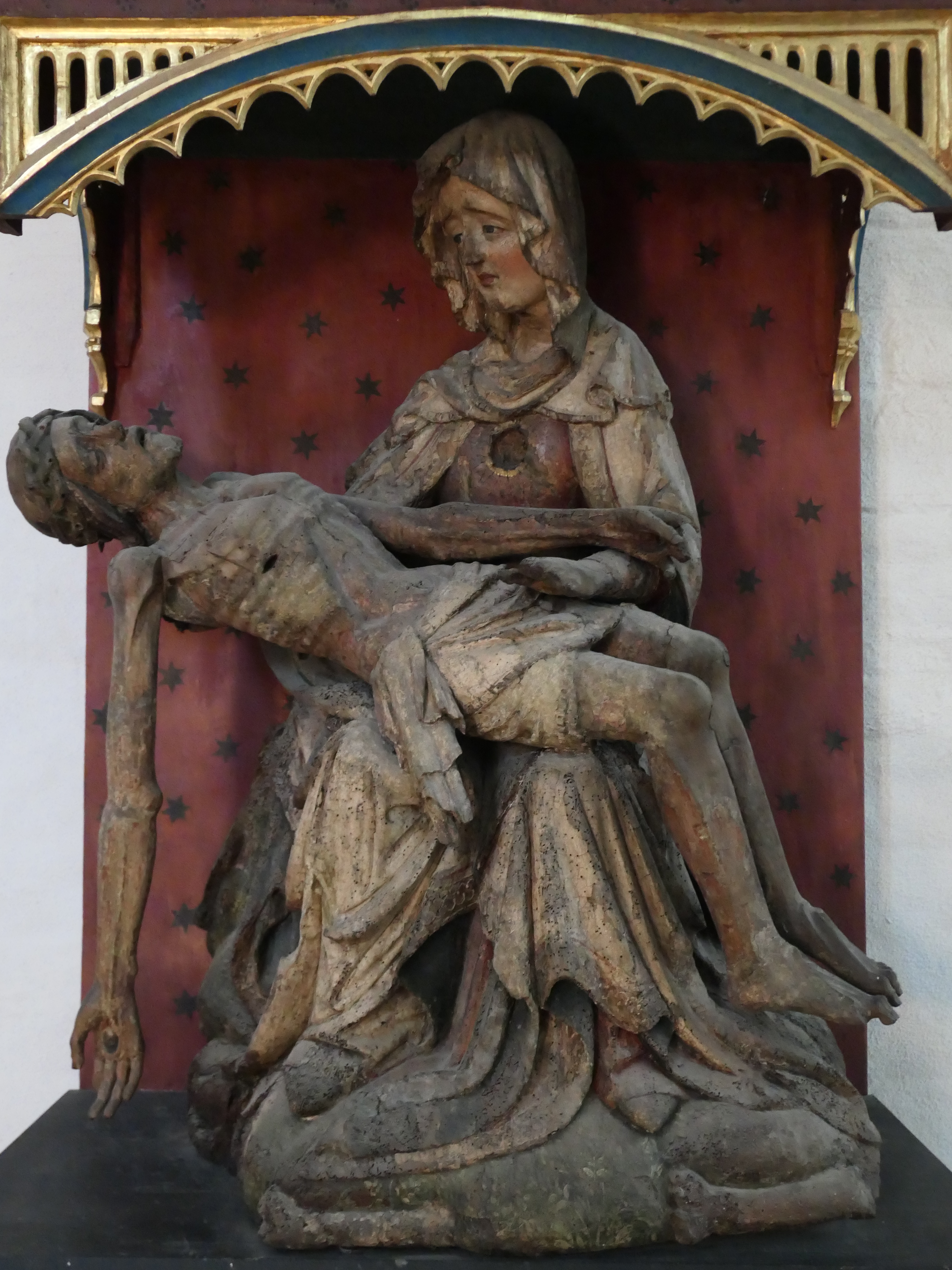
De piëta uit 1420
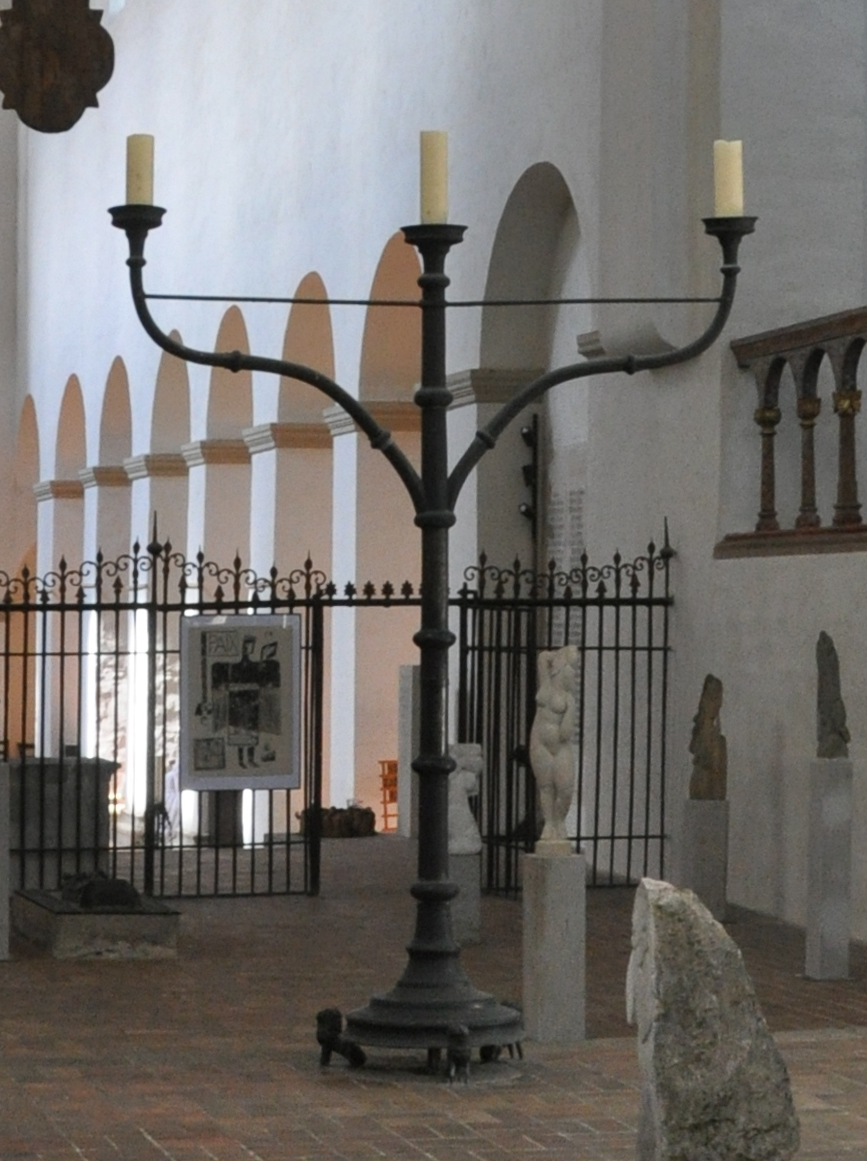
Bronzen gotische lampen uit 1475